# فيرجينيا بيريز ألونسو

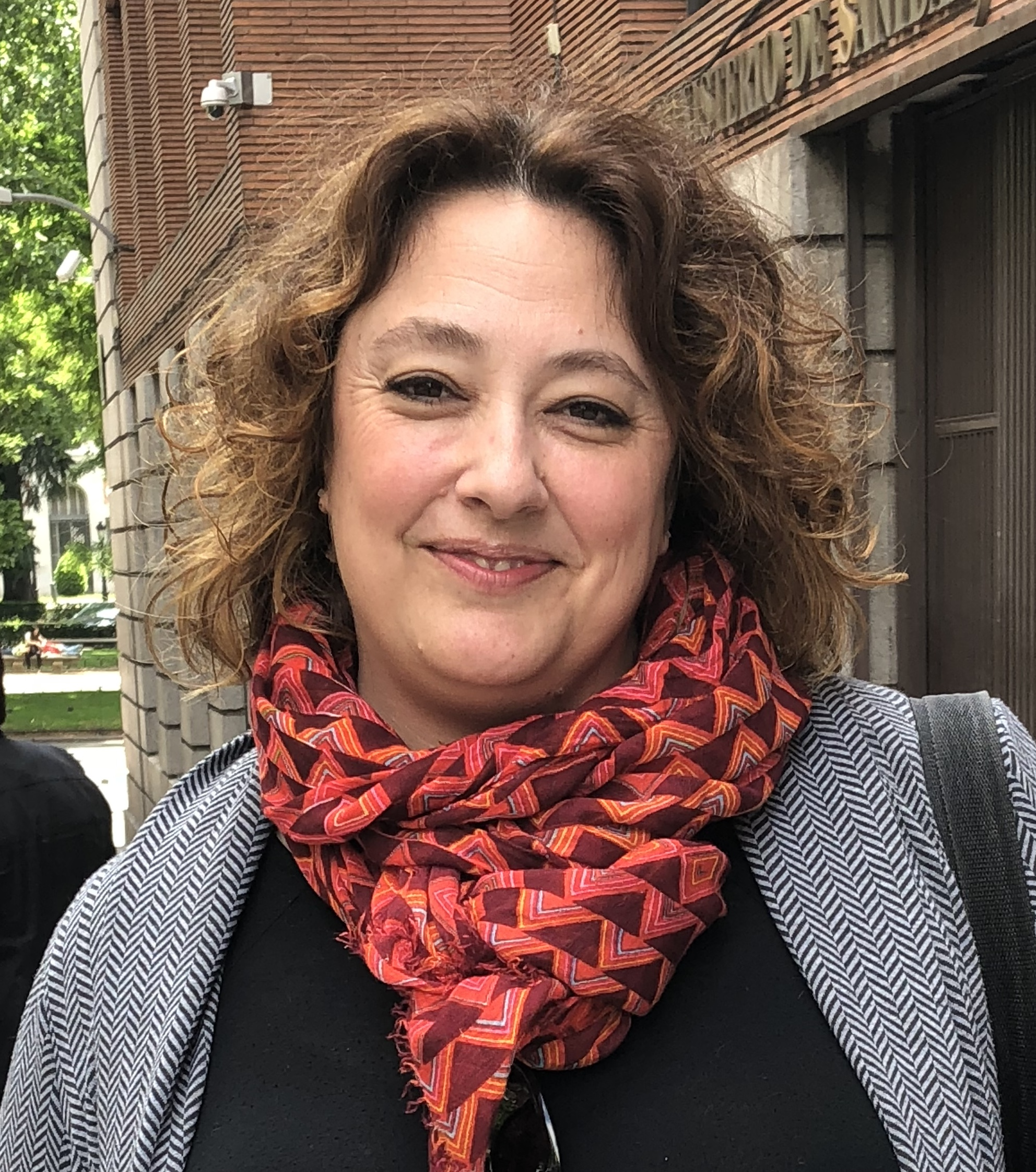

صحفية اسبانية من مواليد برشلونة في يوم 6 أكتوبر 1972، تولت منصب مدير صحيفة بوبليكو في ديسمبر 2019، كانت جزء من الفريق التأسيسي لصحيفة 20 دقيقة الاسبانية، أصبحت أول امرأة ناطقة بالاسبانية تكون عضوًا في المجلس التنفيذي لمعهد الصحافة الدولية